# 1913 în artă
← 1910 în artă — 1911 în artă — 1912 în artă ——  1913 în artă  —— 1914 în artă — 1915 în artă — 1916 în artă →
1913 în artă implică o serie de evenimente:

## Evenimente

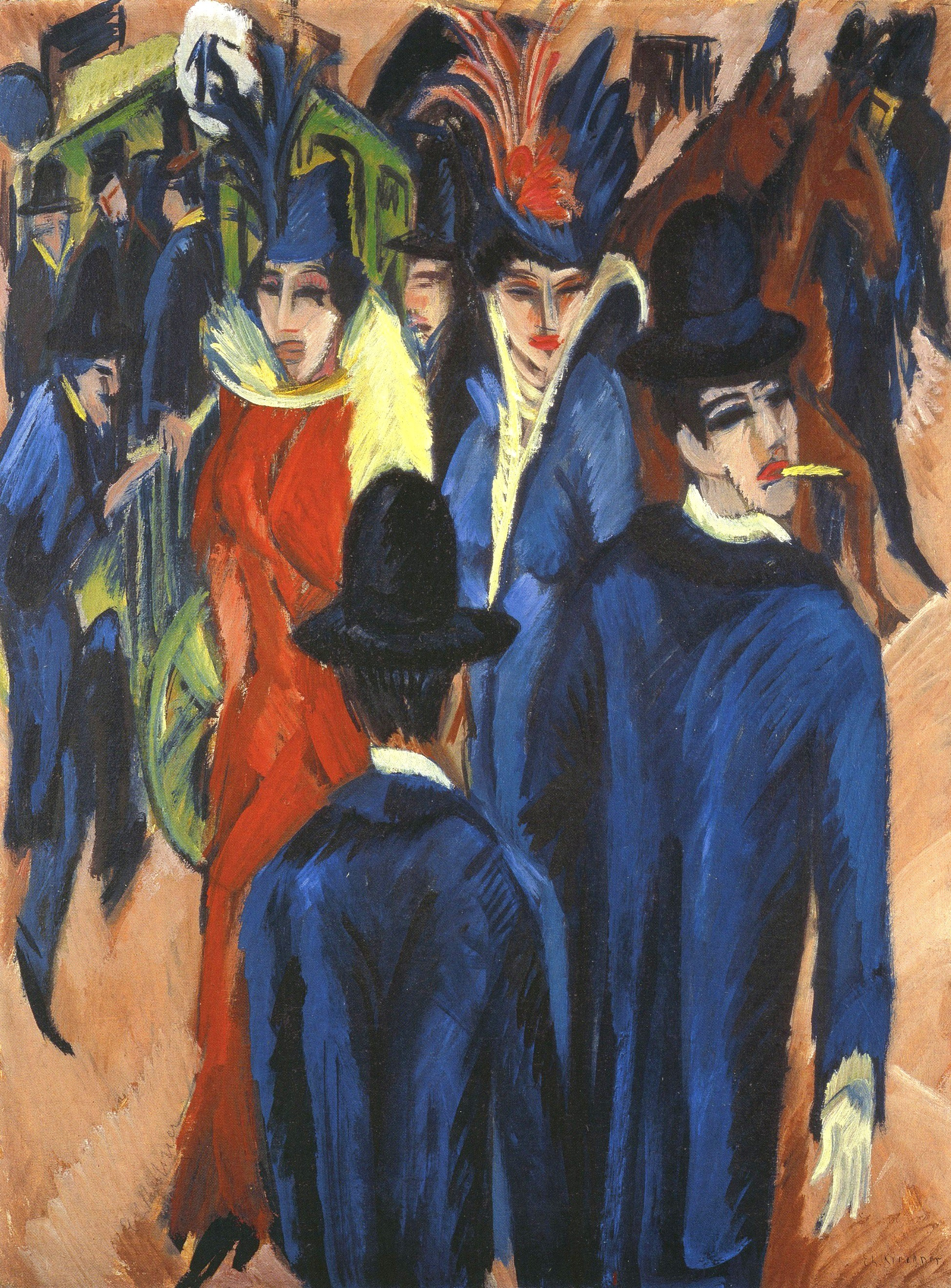
Ernst Ludwig Kirchner (1880 – 1938) — Scenă de stradă din Berlin – 1913

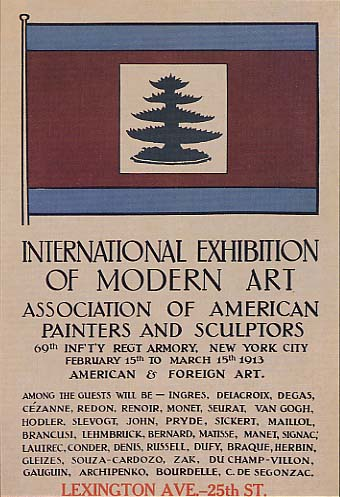
Poster al expoziției Armory Show

### Evenimente artistice oriunde
- 16 ianuarie (OS) – Pictura lui Ilia Repin Ivan cel Groaznic și fiul său Ivan, aflată în Galeria Tretiakov, din Moscova, este tăiată.
- 19 ianuarie – Retrospectiva lucrărilor lui Lovis Corinth se deschide la galeriile Münchener Secession.[1] În 1913, galeriile Münchener Neue Secession se separă definitiv de „vechile” Münchener Secession.
- Sfârșit de ianuarie – Seria de picturi a lui Franz Marc Collection II este deschisă expozițional la Moderne Galerie Heinrich Thannhauser din Muenchen.[1] Expoziția personală a lui Marc este urmată, la aceeași galerie, în februarie de prima expoziție personală importantă a lui Pablo Picasso.
- Februarie – Martie – Pictoril englez Olive Hockin este implicat în atacurile suffragette attacks.[2]
- 17 februarie – Expoziția Armory Show se deschide în New York City. Expune lucrările mai multor artiști plastici, care vor deveni foarte importanți în primele decade ale secolului 20.
- 27 mai – Grupul artistic Die Brücke este dizolvat.[1]

## Galerie (lucrări din 1913)
- Lucrări reprezentative